# Авамир
Авамир (араб. العوامر‎, единственное число: аль-Амири (араб. العامري‎)) — бедуинское арабское племя в Объединенных Арабских Эмиратах (ОАЭ) и Омане. Оно было известно своей воинственностью, независимостью и зачастую жестокостью. Люди этого племени занимались разведением верблюдов, грабительскими набегами, а иногда и сельским хозяйством, до 1960-х годов.

## История
Племя Авамир кочевало по всему полуострову Оман: от Муската и Назвы до Абу-Даби и Ливы. В районе Абу-Даби оно считалось союзным племени Бани-Яс и часто поддерживало их в конфликтах. Авамир происходило  из степей к северу от Хадрамаута и мигрировало на север в течение более 500 лет. Его ветвь племя Афар было связано с местностью Эд-Дафра. К началу XX века за пределами Омана проживало около 4000  представителей племени Авамир, а общее их число тогда составляло около 10 000 человек, 3 500 из которых были кочующими бедуинами.
Британский историк и дипломат Джон Гордон Лоример охарактеризовал племя Авамир как «известных своей храбростью и воинственностью, но хитрых, коварных и хищных; грабящих всех без разбора попадающихся на их пути…».

## Союз с Бани Яс
В 1848 году шейх Саид ибн Тахнун аль-Нахайян отбил у ваххабитов оазис Эль-Бурайми, захватив его две крепости с помощью племени Авамир, входившее в военный племенной союз. Затем оно участвовало в налаживании контроля над оазисом и защите от армии под командованием Саада ибн Мутлака, стремившейся отвоевать оазис. К 1850 году большой племенной союз Саида очистил оазис Эль-Бурайми от ваххабитов. Впоследствии он получил вознаграждение от султана Маската за защиту Эль-Бурайми.
Племя Авамир поддержало и преемника Саида, шейха Зайеда ибн Халифу аль-Нахайяна, в его большой войне с Катаром в 1880-х годах, серии конфликтов, обезопасивших западные границы Абу-Даби. К 1920-м годам Авамир играло одну из ведущих ролей в ряде конфликтов вокруг оазиса Эль-Бурайми и города Абу-Даби, сражаясь с племенами Манасир, Дуру и Бани Китаб.

## Набеги
В 1930-е гг. упадок добычи жемчуга на побережье Договорного Омана привело к общему кризису в регионе. Спрос на верблюдов и услуги проводников племени Авамир упал, что вынудило его чаще прибегать к набегам с целью грабежа. Их рейды в Дубай были частью общего народного волнения (во время кризиса и общего обеднения) против своего правителя шейха Саида ибн Мактума. Так, например,  в 1931 году были зафиксированы налёты на караваны верблюдов, поселения и финиковые рощи. В одном случае грабители лишь из чувства мести правителю, ранее наказавшему их, срубили 20 недозрелых финиковых пальм в Умм-аль-Кайвайне во время вспышки мародёрства. Эти набеги привели к открытому кровавому конфликту между племенами и Абу-Даби. Впервые англичане были вынуждены вмешаться во внутренние дела и заключить соглашение между Абу-Даби и Дубаем по их границам и условиям мира между племенами.
Авамир находился в длительном конфликте с племенем Дуру. В ходе него вождь бедуинов Авамира Салим ибн Хамад ибн Раккад атаковал Эль-Хасу в 1943 году. В 1948 году они повторили свой набег, но в последующие годы их нападения на Эль-Хасу успешно отбивались. Основная часть племени оставалась в оазисе Эль-Бурайми и защищала его от имени клана Аль-Бу-Фалаха. Один из шейхов последнего Зайд ибн Султан Аль Нахайян, будучи провозглашённым вали Аль-Айна, первым делом вызвал Салима ибн Муссалама ибн Хамма и назначил его вождём бедуинов Авамира. Та часть племени, которая перебралась на юг под началом Салима ибн Хамада, стала саудовскими гражданами. Этот раскол в племени Авамир стал частью аргументов в территориальном споре за Эль-Бурайми.

## Современность
К 1950-х годам около 50 семей племени Авамир приобрели финиковые плантации в Эль-Бурайми, а некоторые осели  в Лива. В 1968 году 1 721 член племени Авамир был выявлен в ходе переписи, многие из них нашли работу в нефтяных компаниях.